# Wedung
Das Wedung, auch Wedoeng oder Wedong, ist ein Messer aus Java.

## Beschreibung
Das Wedung hat eine einschneidige, schwere Klinge. Die Klinge hat einen leicht gebogenen Rücken, und eine bauchige Schneidenseite. Sie werden aus einfachem Eisen, aber auch aus Parmor-Stahl (eine Art Damaszenerstahl). Oft haben die Klingen eine Rückenschneide die vom Ort zum Heft läuft und etwa ein Drittel der Klinge lang ist. Die Klingen sind oft am Heftbereich mit metallenen Einlegearbeiten verziert, die als Auge (indon. Kembang Kacang) oder in der Form einer mythischen Schlange (Naga) ausgearbeitet sind. Auch florale- oder blattförmige Ornamente werden verwendet. Der Ort ist spitz. Das Heft hat ein aus der Klinge ausgearbeitetes Parier (indon. Peksi) und besteht aus Holz und anderen Materialien. Es ist auf Java pentagonal, die Versionen aus Bali oft rund. Die Zwinge ist aus Messing. Als Knauf dient eine flache Messingplatte. Die Scheiden sind aus Holz und haben auf der Rückseite einen langen, kräftigen Haken aus Horn, der dazu dient, das Messer am Gürtel zu befestigen. Die Scheiden sind zur Verzierung und Verstärkung mit Streifen aus Schilfrohr umwickelt. Das Wedung ist eine zeremonielle Waffe, die von den Männern bei Hof und im Palast (indon. Kraton) getragen wird, die unterhalb dem Rang des Prinzen stehen. Das Wedung wird von Ethnien aus Java benutzt.